# 馬場民雄
馬場 民雄（ばば たみお、1968年4月10日 - ）は、日本の漫画家。岡山県津山市出身。血液型はA型。岡山大学教育学部卒。デビュー作は『ADAM'S ALE』。代表作は『虹色ラーメン』、『麺屋台ロード ナルトヤ!』、『デカ教師』、『火星のココロ』、『やんちゃ☆ゴール!』など。

## 人物
ファンとの交流が盛んであり、毎週、自分のサイトでチャット会を開いている。また、自らも参加している『ヒーロークロスライン』の宣伝にはかなり積極的で、自サイトやmixiで大々的に取り上げたり、なかにしえいじと共に宣伝用のコピー本を作成した。同人誌など、商業誌以外の場では、きたみちおという別のペンネームを用いる。

## 作品リスト

### 連載
- Zin's エフ・シー（『週刊少年サンデー超』、全5巻）
- 大介ゴール!（『週刊少年チャンピオン』、全8巻）
- ご馳走さま!（『ヤングアニマル』、全1巻）
- 麻雀青春綺談 トバクチ（『ヤングアニマル』、全1巻）
- やんちゃ☆ゴール!（『月刊少年チャンピオン』、全2巻）
- 虹色ラーメン（『週刊少年チャンピオン』、全18巻）
- 麺屋台ロード ナルトヤ!（『週刊少年チャンピオン』、全7巻）
- デカ教師（『月刊少年ブラッド』→『FlexComixブラッド』、全3巻）
- 火星のココロ Beautiful Little Garden（2007年 - 2008年、『ヒーロークロスライン』、全3巻）
- 蹴助DX（2008年 - 2010年、『ストライカーDX』、マンガ図書館Zで電子書籍化、全1巻）
- 火星のココロ Hello come to Mars.（2012年 - 連載中、『KATANA』、全2巻（電子書籍のみ））
- ベランダビオトープ（2016年 - 連載中 『ヤングアニマルDensi』）

### 読み切り
- ジュブナイル（『別冊コロコロコミック』全1巻）
- 夕焼けハンバーグ（『週刊漫画サンデー』2009年15号）
- 永久の花（原作：モンキー・パンチ、2010年、『ルパン三世officialマガジン』'10冬） - アンソロジーコミック『ルパン三世オムニバス』第1巻に収録
- ルパン三世B
  - 大陸横断超特急（原作：モンキー・パンチ、2012年、『ルパン三世officialマガジン』'12春）
  - 次元と不二子 2人で留守番（原作：モンキー・パンチ、2013年、『ルパン三世officialマガジン』'13冬）
  - 五エ門の弟子（原作：モンキー・パンチ、2013年、『ルパン三世officialマガジン』'13春）
  - 犯罪帝国の財宝（原作：モンキー・パンチ、2013年、『ルパン三世officialマガジン』'13夏）
  - 銭形警部の報告書（原作：モンキー・パンチ、2013年、『ルパン三世officialマガジン』'13秋）
- 行基（2010年、『週刊新マンガ日本史』第5号）
- キリスト（2012年、『週刊マンガ世界の偉人』第14号）
- ガンディー（2012年、『週刊マンガ世界の偉人』第47号）
- 飛ばし専門記者・山岡珠子シリーズ（2012年、『ゴルフダイジェストコミック ボギー』創刊号 - 2016年5月号、読み切り連作）
  - 雑巾伝説（原案：武市悦宏）
  - 800Yの地平線（監修：南出仁寛、岡本啓司）
  - トバシヤ：コード（取材協力：梅田ゴルフ倶楽部）
  - Zを継ぐ者（監修：若林功二）
  - 田村さんはがんばらない。
  - 飛ばしの黄金比
  - 疾走のフェアウェイ（協力：ツーサムゴルフスタジオ）
  - 骨盤司令塔(コツバンコントローラー)（取材協力：上達屋）
  - 飛ばしの放浪者
  - 秘伝!琉球飛ばし拳
  - 絆のドリル
  - ゼログラビティ スウィング
- 娘をプロゴルファーにするバカ父のメソッド（『GOLFコミック』2013年7月号）

### その他
- 讃岐職人屋本舗（漫画・キャラクターデザイン、村枝賢一との共作）
- マンガ 食事と漢方で治すアトピー性皮膚炎 (原作：三宅和久、東洋学術出版社、2018年)
- マンガ 睡眠と漢方で治す婦人科疾患 (原作：三宅和久、東洋学術出版社、2020年)

## 師匠
- 村枝賢一